# Lianodiplosis
Lianodiplosis är ett släkte av tvåvingar. Lianodiplosis ingår i familjen gallmyggor.
Kladogram enligt Catalogue of Life:
| Lianodiplosis | \| \| Lianodiplosis fimbriata \| \| \| \| \| \| Lianodiplosis taeniata \| \| \| \| |
|               | \| \| Lianodiplosis fimbriata \| \| \| \| \| \| Lianodiplosis taeniata \| \| \| \| |
|               | Lianodiplosis fimbriata                                                            |
|               |                                                                                    |
|               | Lianodiplosis taeniata                                                             |
|               |                                                                                    |